# Gold Against the Soul
Gold Against the Soul är rockgruppen Manic Street Preachers andra album. Det läpptes den 20 juni 1993. 
Alla texter på skivan är skrivna av Nicky Wire och Richey James, medan all musik är skriven av James Dean Bradfield och Sean Moore. Detta album var mycket mindre politiskt än deras första album Generation Terrorists. Ett undantag är låten "Gold Against the Soul", med textrader som "White liberal hates slavery/needs thai labour to clean his home".

## Låtlista
1. "Sleepflower" - 4:51
2. "From Despair to Where" - 3:34
3. "Scream to a Sigh (La Tristesse Durera)" - 4:13
4. "Yourself" - 4:11
5. "Life Becoming a Landslide" - 4:14
6. "Drug Drug Druggy" - 3:26
7. "Roses in the Hospital" - 5:02
8. "Nostalgic Pushhead" - 4:14
9. "Symphony of Tourette" - 3:31
10. "Gold Against the Soul" - 5:34